# Das Judenthum in der Musik

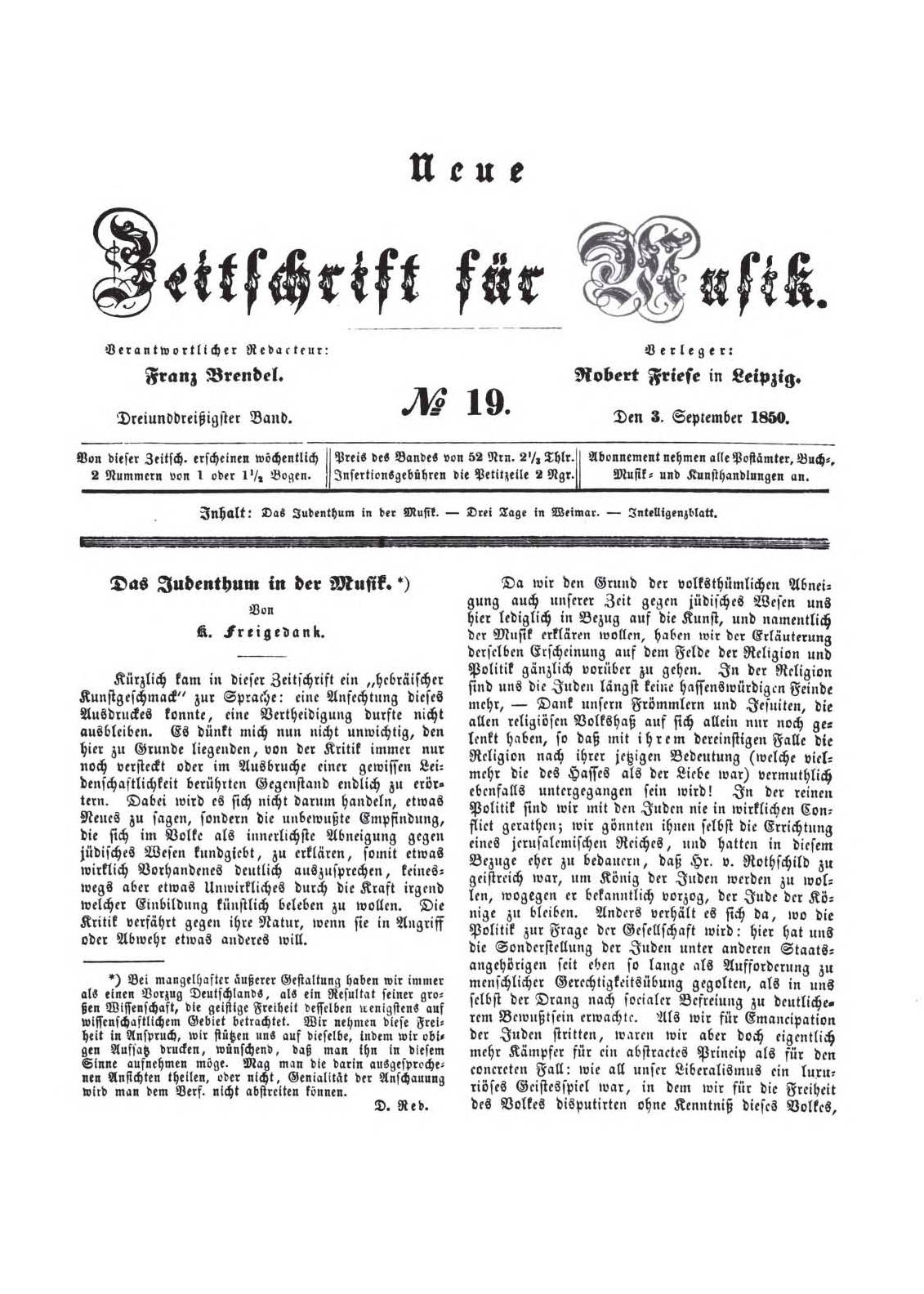
Article du Neue Zeitschrift für Musik de 1850.

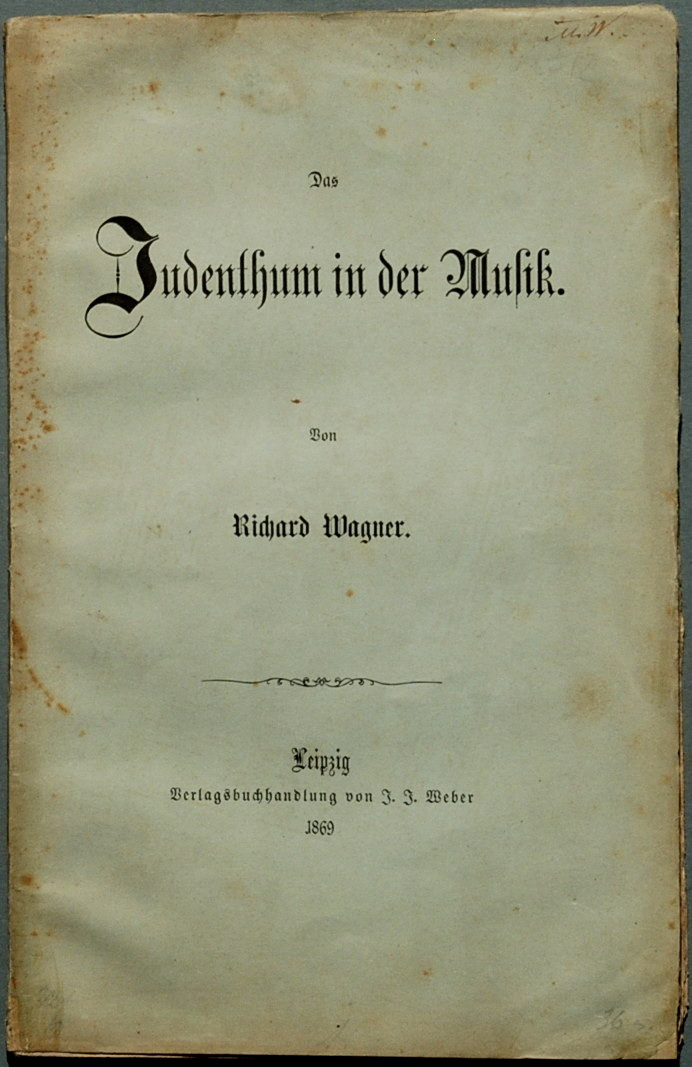
Couverture de la publication de 1869.

Das Judenthum in der Musik (littéralement La Judéité dans la musique, mais traduit généralement par Le Judaïsme dans la musique) est un essai en allemand de Richard Wagner, attaquant les juifs en général et plus particulièrement les compositeurs Giacomo Meyerbeer et Felix Mendelssohn. Il a été publié initialement le 3 septembre 1850, sous un pseudonyme, dans le Neue Zeitschrift für Musik (NZM) et a été republié dans une version largement plus développée sous le nom de Wagner en 1869. Il est considéré par de nombreux analystes comme un des jalons importants dans l'histoire de l'antisémitisme allemand.

## L'article original de 1850
Cette section ne s'appuie pas, ou pas assez, sur des sources secondaires ou tertiaires indépendantes du sujet. Le texte peut contenir des analyses inexactes ou inédites de sources primaires.
Pour l'améliorer, ajoutez-en, ou placez des modèles {{Source secondaire souhaitée}} ou {{Source secondaire nécessaire}} sur les passages mal sourcés. (novembre 2024)
La première version de l'article apparaît dans le NZM sous le pseudonyme de K. Freigedank (« K. Libre-penseur »). Dans une lettre du 18 avril 1851 adressée à Franz Liszt, Wagner explique qu'il a utilisé un pseudonyme : « Tu me poses une question à propos du «Judenthum». Tu 
sais certainement que l’article est de moi; pourquoi me le demander? Si je l’ai publié sous un pseudonyme, ce n’est point par peur, mais pour éviter que la question ne fût dénaturée par les juifs et ne devînt une simple question personnelle. ». 
À cette époque, Wagner vit exilé à Zurich, pour son rôle joué lors du soulèvement de 1849 à Dresde. Son article suit une série d'essais dans le NZM, de son disciple Theodor Uhlig, attaquant la musique du Prophète, opéra de Meyerbeer. Wagner est d'autant plus irrité par le succès à Paris du Prophète, qu'il avait été précédemment un admirateur de Meyerbeer, qui lui avait apporté son soutien financier et avait usé de son influence pour que soit monté à Dresde en 1841 Rienzi son premier opéra ayant obtenu un réel succès. 
Wagner est aussi enhardi par la mort en 1847 de Mendelssohn, dont le style conservateur très populaire lui semble brider le potentiel de la musique germanique. Il a l'intention, en se basant sur les articles d'Uhlig, de critiquer ses ennemis artistiques, enfermé dans ce qu'il considère être un contexte d'antisémitisme populiste. 
Quelques extraits de l'œuvre donnent une idée du style de l'auteur. Wagner annonce que l'essai a été écrit pour : 
« expliquer à nous-mêmes l'involontaire répugnance que nous avons à l'encontre de la nature et de la personnalité des juifs, ainsi que pour justifier ce dégoût instinctif que nous reconnaissons pleinement comme plus fort et plus irrésistible que notre zèle conscient de nous en délivrer.  »
Wagner pense que les juifs sont incapables de parler correctement les langues européennes, et que le discours juif prend le caractère d'un « bavardage intolérablement confus », un « nasillement grinçant, couinant, bourdonnant », incapable d'exprimer la vraie passion. Ceci, dit-il, leur exclut toute possibilité de création de chants ou de musique. Il rajoute encore : 
« Bien que ces particularités juives de parler et de chanter apparaissent de façon la plus criante dans la classe roturière juive, qui est restée fidèle aux valeurs de ses pères, et quoique les fils cultivés de la communauté juive fassent un effort immense pour s'en débarrasser, ils montrent, néanmoins, une obstination impertinente à les conserver.  »
Il n'y a pas grand-chose de neuf dans ces idées, qui sont, dans une large mesure, dérivées des théories du langage et du discours des philosophes français du XVIIIe siècle. Elles sont aussi la suite des idées exprimées par Wagner dans un essai précédent, L'œuvre d'art du futur, que ceux qui sont hors du Volk (communauté), sont néfaste au vrai Art. 
La musique produite par des compositeurs comme Mendelssohn, que Wagner condamne avec une feinte apologie, est « douçâtre et tintante sans profondeur ». Meyerbeer, qui est toujours vivant à l'époque de la publication, est attaqué sauvagement pour sa musique (et pour le fait que son auditoire l'aime), mais sans être expressément nommé. 
L'essai est rempli de l'agressivité typique que l'on trouve dans les nombreuses publications antisémites du siècle et des siècles précédents. Cependant, Wagner y introduit une nouvelle image percutante qui sera reprise après lui par de nombreux écrivains antisémites :  
« Aussi longtemps que l'art de la musique possédait en lui un véritable besoin vital organique […], on ne pouvait nulle part trouver de compositeur juif… Ce n'est que lors de la manifestation de la mort interne du corps que des éléments de l'extérieur gagnent la puissance de s'y loger, et tout simplement de le détruire. Alors, effectivement, la chair du corps se décompose en une colonie pullulante d'insectes : mais qui, en regardant ce corps, pourrait soutenir qu'il est toujours en vie ?  »
Dans la version originale de 1850, à la place du mot « auto-résolution », Wagner utilise les mots : « le combat sanglant de l'auto-annihilation », affichant alors une approche très agressive, choquante, y compris de la part de la personnalité plus connue qu'il est devenu en 1868.

## Réception de l'article de 1850
Il ne faut pas oublier que le NZM avait une diffusion très faible, pas plus de 1 200 exemplaires d'après l'estimation de J-M Fischer. En fait, la seule réponse a été une lettre de réclamation à l'éditeur du NZM d'un des vieux collègues de Mendelssohn, Ignaz Moscheles, et des autres professeurs du Conservatoire de Leipzig. Fischer n'a trouvé aucune autre réponse importante. Cet article, dont Wagner espérait qu'il ferait sensation et lui apporterait quelque argent en tant que journaliste, resta sans suite, même si l'hebdomadaire La France musicale en présente immédiatement la traduction, entre le 13 octobre et le 10 novembre 1850. 

## 1850-1869
Dans son exposé théorique principal, Opéra et drame (1852), Wagner fait des remarques similaires concernant Meyerbeer. Mais autrement, bien que les lettres personnelles de Wagner contiennent occasionnellement des railleries contre les juifs et le judaïsme, il n'y a aucun signe, qu'il désire probablement reprendre ses attaques contre les juifs, ou rééditer son article anonyme. Cependant, dans son calepin (connu sous le nom de « Livre brun ») pour 1868, on trouve les mots inquiétants « Réfléchir à Judentum ». On ne sait pas ce qui va déclencher cette relance. Parmi les hypothèses, il y a la mort de son « ennemi » Meyerbeer en 1864, l'assurance d'une sécurité relative sous le patronage de Louis II, roi de Bavière, et une confiance personnelle renforcée maintenant que ses opéras Tristan und Isolde et Die Meistersinger von Nürnberg (« Les Maîtres Chanteurs de Nuremberg »)  sont terminés, et que son cycle Der Ring des Nibelungen (« L'anneau du Nibelung ») est en bonne voie. Une autre raison possible, plus fascinante, est qu'il vient de recevoir de sa sœur en 1868 la correspondance de sa mère, qu'il a par la suite brûlée. Dans celle-ci, il découvre que son père biologique est l'acteur et musicien Ludwig Geyer, et il craint que Geyer soit juif (ce qu'il n'est pas), et que lui-même soit peut-être juif. Il peut aussi avoir été influencé par les idées de sa femme Cosima, qui est connue pour être plus violemment antisémite que lui.[réf. nécessaire]

## La version de 1869 et après
Pour des raisons qui restent floues, Wagner republie en 1869 son essai avec un addenda aussi long que l'original et sous son propre nom. La première partie est identique à celle de 1850, à l'exception de quelques expressions atténuées comme dans l'exemple donné ci-dessus. Avec une confiance en soi absente de la première partie, la seconde partie cherche à traduire les sentiments anti-juifs de Wagner dans l'esprit de la politique allemande de la fin du XIXe siècle, tout en continuant à porter des coups contre les défunts Mendelssohn et Meyerbeer, et à mettre de son côté les autres musiciens morts y compris Schumann. Il attaque aussi, en le citant, le critique Eduard Hanslick, en faisant référence à ses origines juives (ce que Hanslick tente de nier).  
Cette fois encore, de nombreux partisans de Wagner regrettent la provocation. Même Cosima doute que ce soit sage.[réf. nécessaire] À cette époque, Wagner est un personnage très connu, et la nouvelle publication entraîne de nombreuses contre-attaques, dont celles de Joseph Engel : Richard Wagner, das Judentum in Musik, eine Abwehr (« Richard Wagner, le judaïsme dans la musique, une défense ») ; de E. M. Oettinger : Offenes Billetdoux an Richard Wagner (« Lettre d'amour ouverte à Richard Wagner »), Dresde, 1869 ; et de A. Truhart : Offener Brief an Richard Wagner (« Lettre ouverte à Richard Wagner »), Saint-Pétersbourg, 1869. 
Cependant, cette publication n'est que le début d'une série ininterrompue d'essais et d'articles de journaux écrits par Wagner, exprimant ses sentiments anti-juifs qui parurent les années suivantes y compris l'année même de sa mort en 1883, et qui critiquent directement ou indirectement des individus juifs ou les juifs dans leur ensemble. Ces articles coïncident avec le développement de l'antisémitisme en tant que force politique importante en Allemagne et en Autriche, dont le but est le retrait des droits civiques accordés aux juifs dans le courant du XIXe siècle et particulièrement lors de l'unification de l'Allemagne en 1870. Les dirigeants antisémites approchent Wagner, lui demandant son soutien : cependant, Wagner ne leur a jamais apporté de soutien officiel, même s'il ne s'est jamais démarqué de leurs idées.

## Wagner et les juifs
Indépendamment de ses déclarations publiques contre l'influence juive dans la musique, Wagner a de nombreux amis juifs, même dans sa dernière période. Parmi ceux-ci, on peut citer son chef d'orchestre favori, Hermann Levi, les pianistes  Carl Tausig et Joseph Rubinstein, l'écrivain Heinrich Porges et de nombreux autres.     
Dans son autobiographie écrite entre 1865 et 1870, il déclare que sa relation avec le juif Samuel Lehrs qu'il a connu à Paris dans le début des années 1840,  est une « des plus magnifiques amitiés de ma vie ». Beaucoup de questions se posent sur l'attitude personnelle énigmatique et opportuniste de Wagner.    
La notoriété en Allemagne de l'animosité de Wagner à l'encontre des juifs est attestée dans le roman Effi Briest de Theodor Fontane de 1895. Dans ce roman, le baron von Instetten, mari d'Effi, lui demande de jouer du Wagner en raison de « la position de Wagner sur la question juive ».

## Le titre des traductions françaises et anglaises
Les premières traductions de l'article, celle en français de l'édition J. Sannes de 1869 ou celle en anglais de W. Ashton Ellis, utilisent le mot « judaïsme ». Cette traduction de Judenthum pose des problèmes et certains experts de Wagner pensent que les mots « judéité » en français et jewishness en anglais sont mieux adaptés. C'est le cas notamment de Barry Millington. 
En français, il existe quatre mots : « judaïsme », « judaïcité », « judaïté » et « judéité » pour définir la religion, les personnes ainsi que les pratiques et caractéristiques des juifs. 
Selon le Petit Robert : 
- Judaïsme : religion des juifs.
- Judaïté : la réalité juive, la condition de juif.
- Judaïcité : le fait d'être juif sur le plan religieux.
- Judéité : l'ensemble des caractéristiques sociologiques, psychologiques et biologiques qui font le juif.

Au XIXe siècle, le mot allemand Judentum avait une signification beaucoup plus large et pouvait signifier aussi bien la religion, les pratiques que les caractéristiques sociales des juifs. Le mot pouvait avoir aussi le sens péjoratif de « marchandage » ou de « mercantilisme ». Il est utilisé dans ce sens entre autres par Karl Marx. Compte tenu du fait que le mercantilisme est à la base de l'essai de Wagner, il ne fait pas de doute que celui-ci emploie le mot Judentum en ce sens précis. Sans être entièrement satisfaisant, le mot « judéité » semble être une traduction plus proche de Judentum que le mot « judaïsme ». De même qu'en anglais, le mot jewishness est mieux adapté que le mot judaism.

## Réactions ultérieures
Das Judentum jette un trouble parmi les premiers wagnériens, et a été rarement réimprimé au début du XXe siècle, à l’exception en tant que partie de ses recueils généraux. Fischer n’a trouvé aucun commentaire critique sur l’essai. Avant la période nazie, on ne connaît qu’une seule réimpression, en 1914 à Weimar. Il y a peu de chance que celle-ci ait été lue par Hitler ou par quelque dignitaire nazi pendant le développement du mouvement nazi (ou plus tard), mais on ne possède aucune preuve. Pendant la période nazie, l'essai a été republié deux fois, à Berlin en 1934 et à Leipzig en 1939. Aucune de ces rééditions ne semble avoir eu de tirage important.   
Das Judentum n’est pas cité ni mentionné par les premiers auteurs sur le nazisme dans les années 1950, telle qu'Hannah Arendt. L'intérêt sur l'œuvre semble s'être développé dans les années 1960, avec une nouvelle sensibilisation concernant la Shoah, après le procès d'Adolf Eichmann. Dans ce contexte, certains ont suggéré que le conseil de Wagner aux juifs de « disparaître » comme Assuérus était un appel à leur extermination, telle que planifiée par le régime nazi, mais rien ne prouve que cette interprétation soit correcte. En fait, d'autres spécialistes[réf. nécessaire] pensent plutôt que l'Assuérus que mentionne Wagner est le personnage d'une pièce de 1811 d'Achim von Arnim, Halle und Jerusalem, un « bon » juif qui se sacrifie volontairement pour sauver les autres personnages d'un incendie. Wagner veut ainsi signifier que les juifs doivent se séparer de leur identité différente pour le bien commun ; l'interprétation que Wagner désire l'extermination des juifs ne lui a jamais été attribuée avant la politique nazie d'extermination physique. Comme les nazis s'approprièrent délibérément Wagner pour leurs propres besoins de propagande, il est important de ne pas juger les écrits du compositeur seulement dans le contexte de la politique nazie. Wagner est mort cinq ans avant la naissance d'Hitler en 1889.  
L'essai a été intentionnellement omis lors de l'édition complète des œuvres en prose de Wagner publiée en 1983 pour le centenaire de sa mort, car il était perçu comme un lien avec l'antisémitisme nazi. Une édition critique savante, avec étude historique et des commentaires contemporains, préparée par Jens-Malte Fischer, est parue en 2000.   
Certains auteurs (par exemple Bryan Magee) ont tenté de défendre l'originalité de la pensée de Wagner dans Das Judentum, malgré sa malignité flagrante. Un examen complet du contenu de Das Judentum rend cependant cette défense illusoire.   
Bien qu'il soit peut-être inapproprié de mettre en avant Das Judentum en soi comme jalon important de l'antisémitisme allemand, on ne peut en dire de même de l'attitude de Wagner à l'égard des juifs en général. Ses derniers écrits, publiés alors qu'il est une personnalité bien connue et importante, contiennent fréquemment des commentaires agressifs à l'égard des juifs, bien qu'en même temps, il continue d'entretenir un petit cercle de collègues et d'admirateurs d'origine juive.  

### Wagner et l’Allemagne nazie
Adolf Hitler se présente lui-même comme un admirateur de la musique de Wagner, et il aurait dit qu'il n'y a « qu'un seul prédécesseur légitime du national-socialisme, Wagner ». La musique de Wagner  est fréquemment jouée lors des parades nazies (comme celle de Beethoven, lui aussi accaparé par les nazis). La belle-fille posthume de Wagner, Winifred Wagner, est une admiratrice d'Adolf Hitler et dirige le festival de Bayreuth de musique wagnérienne, de la mort de son mari, Siegfried, en 1930 jusqu'à la fin de la Seconde Guerre mondiale, quand elle en est expulsée. Pendant le Troisième Reich, les dignitaires nazis sont fréquemment priés d'assister à des opéras de Wagner (bien qu'ils ne le fassent pas toujours de gaieté de cœur).   

### Wagner et l’État d’Israël
Pour ces multiples raisons, aucune œuvre de Wagner n'a été représentée en Israël au cours du XXe siècle. Ce n'est qu'au cours des dernières années que de nombreux Israéliens ont soutenu qu'il est possible d'apprécier son talent musical, sans que cela implique l'acceptation de ses idées politiques ou sociales. Une représentation publique à Tel Aviv en 2001 du prélude de Tristan und Isolde de Wagner, dirigée par Daniel Barenboim, en extra-programme non programmé, divise l'auditoire : une partie des auditeurs sont ravis et les autres sont furieux. En 2010, un avocat israélien mélomane, Jonathan Livny, fonde une « Société wagnérienne israélienne » afin de mettre fin au boycottage des œuvres du compositeur dans son pays.

## Sources
- Das Judenthum in der Musik (1869) – (de)
- Richard Wagner (traducteur en français inconnu): Le Judaïsme dans la musique; éditeur: Imprimerie de J. Sannes; 1869; ASIN: B0019UF3S4
- Richard Wagner: Œuvres en prose: Le Judaïsme dans la musique; Souvenirs sur Spontini; Programmes; Les Poèmes symphoniques de Liszt.; collection: Les Introuvables; éditeur: Éditions d'Aujourd'hui; 1976; ASIN: B0014LS0RO
- (en):  Richard Wagner (traduction en anglais de. W. Ashton Ellis): Judaism in Music and other Writings. Londres 1995.   (ISBN 0-8032-9766-1)
- (de):  Jens Malte Fischer: Richard Wagners ‘Das Judentum in der Musik’. Francfort 2000.  (ISBN 3-458-34317-2)
- (en):  Paul Lawrence Rose: Wagner: Race and Revolution. Londres 1992.  (ISBN 0-571-17888-X)
- (en):  Bryan Magee. Aspects of Wagner. Oxford 1988.  (ISBN 0-19-284012-6)
- (fr) Fanny Chassain-Pichon, De Wagner à Hitler, Passés composés, 2020.